# هرنانسانچو
هرنانسانچو دهستانی در استان آبیلای اسپانیا است.
در این دهستان ۲۲۱ نفر زندگی می‌کنند. مساحت این دهستان ۱۹٫۴۲ کیلومتر مربع است.